# 青いにしんの秘密
『 青いにしんの秘密』（あおいにしんのひみつ、The Blue Herring Mystery ）は、1954年に刊行されたエラリー・クイーンの推理小説。
エラリー・クイーン・ジュニア名義だが、日本ではエラリー・クイーン名義で翻訳・出版された。

## 物語
ある日、ジュナはアニーおばさんに連れられ、キャンデイさんという村の女性宅に遊びに行った。キャンデイおばさんの曾祖父は、むかし捕鯨船の船長だった人で、古い航海日誌を見せてもらう。
その日誌には、聖書のページらしき数字や奇妙な言葉が記され、ページが破り捨てられているし、さっぱり分からなかった。「青いにしん」と言い残して死んだ老船長の謎にジュナは挑む。

## 主な登場人物
- ジュナ - 主人公。エデンボロの村に住む少年。チャンプ（チャンピオンの略称）という名前の犬を飼っている。
- エラリイ - ジュナのおばさん。初老の婦人。ジュナと二人で暮らしている。
- トミー・ウィリアムズ- ジュナの友人。エデンボロに住んでいたが、父ハリーが相続した農園のあるフロリダのドルフィン海岸に引っ越した。
- ボビー（ロバート）・へリック - トミーの友人。
- キャンディ・バーンズ - エラリイおばさんの近くに住む友人。
- ジョージ - 村の大工だが、修理、配送などトラックを使い、様々な仕事をこなしている。
- ソッカー・ファーロング - 新聞記者。
- ウィリス・ピンドラー - 雑貨屋。郵便局長。

## 提示される謎
- 暗号（古い航海日記）
- ダイイング・メッセージ（青いにしん）

## 特記事項
都筑道夫は、本作を、シリーズ8作目にして初の「本格推理」だと定義している。

## 日本語訳書
- 『青いにしんの秘密』 大久保康雄訳、ハヤカワ文庫、1979年 ISBN 978-4-15-0600082